# Marion Castelli
Marion Castelli (* 28. März 1984 in Marseille) ist eine ehemalige französische Beachvolleyballspielerin und französische Meisterin im Sand.

## Karriere
Mit Caroline Reb startete die in der zweitgrößten Stadt Frankreichs geborene Athletin 1998 bei den Marseille Open und eine Saison später bei der einzigen WM-Teilnahme ihrer Karriere. Beide Male blieben die Französinnen sieglos. Etwas besser lief es für sie im Jahr 2000, als sie die Bronzemedaille bei den französischen Meisterschaften erkämpften. Mit Ethel-Julie Arjona wurde Castelli 2001 Neunzehnte bei den U21-Welttitelkämpfen in Le Lavandou. Von 2002 bis 2004 bildeten Morgane Faure und Marion Castelli ein Beachduo. Die beiden wurden zwei Mal französische Vizemeisterinnen sowie Siebte der U20-EM 2002, Neunte der U21-WM ein Spieljahr später und standen 2004 in der Vorschlussrunde der kontinentalen Titelkämpfe der unter Zweiundzwanzigjährigen. Im gleichen Jahr erreichte Castelli ihren größten internationalen Erfolg, als sie mit Eva Hamzaoui U21-Vizeweltmeisterin wurde. 2005 stand für die aus dem Département Bouches-du-Rhône stammende Sportlerin gemeinsam mit Céline Gemise Fareau noch einmal eine U22-EM Halbfinalteilnahme zu Buche. Die beiden erreichten außerdem bei der Europameisterschaft der Erwachsenen nach einem Sieg und zwei Niederlagen Platz dreizehn und eine Spielzeit später bei den Studentenweltmeisterschaften die Runde der letzten vier und das Viertelfinale der Junioreneuropameisterschaften.
2007 wechselte Castelli zurück zu ihrer Partnerin der Juniorinnen-Welttitelkämpfe von 2001. Mit Ethel-Julie Arjona nahm sie an den beiden World Tour Wettbewerben in Paris und Marseille teil und erkämpfte ihren ersten und einzigen französischen Meistertitel. Von 2008 bis 2010 bestritt sie mit verschiedenen Partnerinnen noch vereinzelt Turniere der Weltserie und zwei Meisterschaften ihres Heimatlandes, ehe sie nach einem nationalen Event 2013 in Antibes ihre Karriere beendete.

## Privates
Marion Castelli ist trotz ihrer zahlreichen Reisen zu Volleyballveranstaltungen ins europäische und außereuropäische Ausland immer ihrer Heimatstadt treu geblieben. Das zeigt sich an ihrem schulischen und beruflichen Werdegang, der 1987 bis 1994 am Ecole Saint-georges begann. Weitere Stationen waren das Collège Gaston Defferre von 1994 bis 1998, das Lycée Technologique Du Rempart von 1999 bis 2001 und die Universität des Mittelmeeres Aix-Marseille II von 2001 bis 2004. Alle diese Einrichtungen befinden sich in der Stadt an der Mittelmeerküste wie auch das Unions de Recouvrement des Cotisations de Sécurité Sociale et d'Allocations Familiales (URSSAF) DE MARSEILLE, bei dem sie seit 2007 beschäftigt ist. Ehrenamtlich arbeitet sie als Präsidentin für den Club de Volley Ball des Catalans, einem Sportverein, der sich der Ausbildung von Kindern und Erwachsenen im Beachvolleyball widmet und verschiedene Turnierformen im Laufe des Jahres anbietet. Eine Besonderheit im Seniorenbereich sind die katalanischen Regeln: Ein Team besteht aus zwei Angreifern und einem Zuspieler. Höhepunkte dieser Drei gegen Drei Begegnungen sind die internationalen Veranstaltungen, die seit 2000 (Frauen seit 2001) jeweils am französischen Nationalfeiertag ausgetragen und seit 2007 im weiblichen Bereich mit wenigen Ausnahmen (2009, 2011, 2016, 2017) von der Vereinspräsidentin mit ihrem jeweiligen Team dominiert werden.